# Basingstoke
Basingstoke város az Egyesült Királyságban, Dél-Angliában, Hampshire megyében. Lakossága 107 ezer fő volt 2011-ben.

## Látnivalók
Főbb látnivalók és szabadidős helyek a városban és környékén:
- Basing House (palota)
- Silchester Roman Town (a város közelében északra)
- Milestones Museum
- Willis Museum
- Viables Minature Railway
- The Vyne (mansion)
- Marwell Wildlife
- Odiham Castle
- The Vyne (Sherborne St. John)
- Eastrop Park
- Festival Place Shopping Centre
- Fyffes Banana Ripening Factory (Winklebury)